# Asleep in the Deep
Asleep in the Deep ist ein Lied der US-amerikanischen Progressive-Metal-Band Mastodon. Es ist die dritte Singleauskopplung aus ihrem sechsten Studioalbum Once More ’Round the Sun.

## Entstehung und Hintergrund
Die Idee zu dem Lied stammt vom Gitarristen Bill Kelliher. Der Bassist Troy Sanders beschrieb das Lied vom Klang her als Rock ’n’ Roll für erwachsene Männer. Laut Sanders hätte die Band dieses Lied nicht auf ihrem Debütalbum Remission verwenden können, da es ein Zeichen der musikalischen Reife der Band aufzeigt. Der Text würde tiefe und intensive persönliche Dinge beschrieben, ohne dabei konkret zu werden. Aufgenommen wurde das Lied in den Rock Falcon Studios in Franklin bei Nashville mit dem Produzenten Nick Raskulinecz. Als Gastmusiker ist der Sänger der Band Vailent Thorr Vailent Himself zu hören. Laut Troy Sanders kam er zufällig in das Studio vorbei und sang den Refrain mit.
Für das Lied wurde ein Musikvideo gedreht. Regie führte Video Rahim, der von Shane Morton und dem Künstler Skinner, der schon das Albumcover von Once More ’Round the Sun entwarf, unterstützt wurde. 

„Das Konzept entstand durch meine Neugier, was Katzen nachts eigentlich machen, wenn wir schlafen. Wo gehen sie hin? Katzen sind von einem sehr mysteriösen Geheimnis umgeben, und ich fand es cool, das aufzunehmen, als kleine nächtliche Helden. Ich habe noch eine Art Heldenmythos nach Joseph Campbell und Psychedelika nach Jodorowsky hinzugefügt.“

Asleep in the Deep wurde am 23. Oktober 2015 als Picture Disc veröffentlicht. Die A-Seite enthält das Lied Asleep in the Deep, während die B-Seite eine instrumentale Version des Liedes enthält.

## Rezeption
Mike Seidinger vom österreichischen Onlinemagazin Stormbringer bezeichnete das Lied als „Perle“, dessen „Melodie-Szenario noch lange im Kleinhirn nachhallt“. Anton Kostudis vom Onlinemagazin Metal.de hob die „ausufernde Atmosphäre und das psychedelische Ambiente“ hervor. Der Refrain ist zwar „poppig und vorhersehbar“, passe aber „wie die Faust aufs Auge“. Laut Manuel Berger vom Onlinemagazin laut.de verzichtet Asleep in the Deep als einziges Lied auf dem Album „auf rasende Eruptionen“, würde aber gleichzeitig „einen der Höhepunkte des Albums markieren“.
Das US-amerikanische Onlinemagazin Loudwire wählte das Musikvideo von Asleep in the Deep zum besten Metalvideo des Jahres 2015. Das deutsche Magazin Visions zählte das Video ebenfalls zu den besten Musikvideos des Jahres 2015. Bei den Loudwire Music Awards 2015 wurde Asleep in the Deep in der Kategorie Best Metal Video nominiert, der Preis ging jedoch an Slayer für Repentless.